# Могилёвкин, Феликс Давидович
Феликс Давидович Могилёвкин — советский хозяйственный, государственный и политический деятель.

## Биография
Родился в 1927 году в Днепропетровске. Член КПСС.
С 1949 года — на хозяйственной, общественной и политической работе. В 1949—2006 гг. — помощник мастера, мастер проката на Первоуральском новотрубном заводе, старший мастер трубопрокатного цеха № 2, начальник цеха № 5, начальник цеха № 2 , начальник котельно-балонного цеха на Челябинском трубопрокатном заводе, преподаватель кафедры обработки металлов давлением в Челябинском политехническом институте, член учёного совета Уральского научно-исследовательского трубного института, заместитель генерального директора завода ЖБИ-2.
За создание и широкое внедрение новых технологических процессов и станов винтовой прокатки для производства горячекатаных труб был в составе коллектива удостоен Государственной премии СССР в области науки и техники 1972 года.
Умер в Челябинске в 2016 году.